# Elevalunas

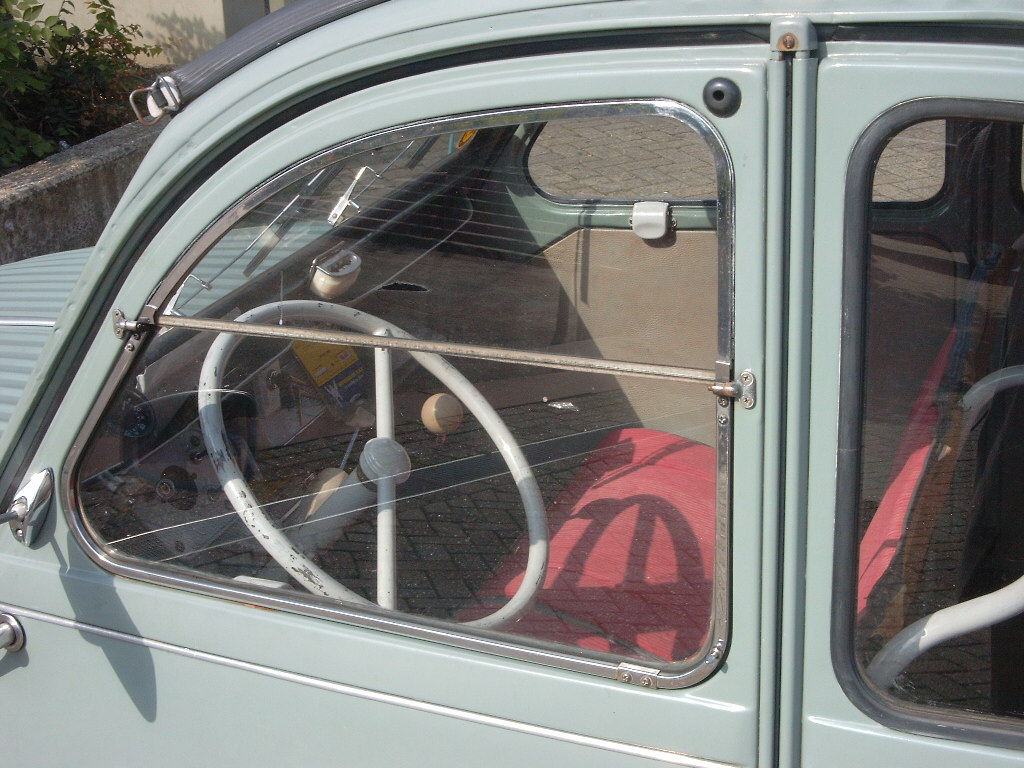
Una sencilla tecnología contribuyó al éxito del Citroën 2CV

Se conocen como elevalunas, elevavidrios, levantavidrios, levantacristales, alzavidrios o alzacristales a los dispositivos técnicos para posibilitar la subida y bajada de ventanillas, especialmente en automóviles.

## Historia

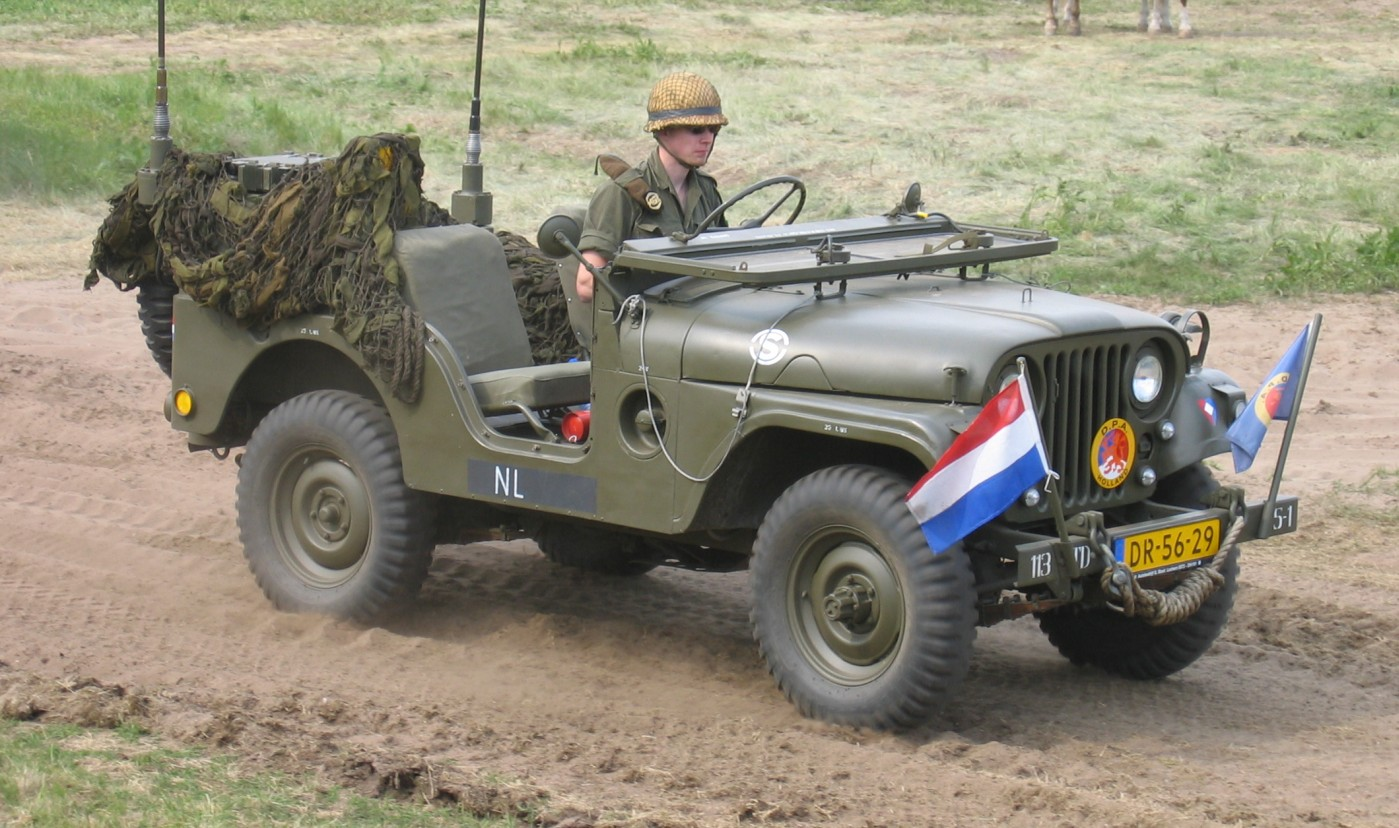
Jeep Willys, con el parabrisas abatido

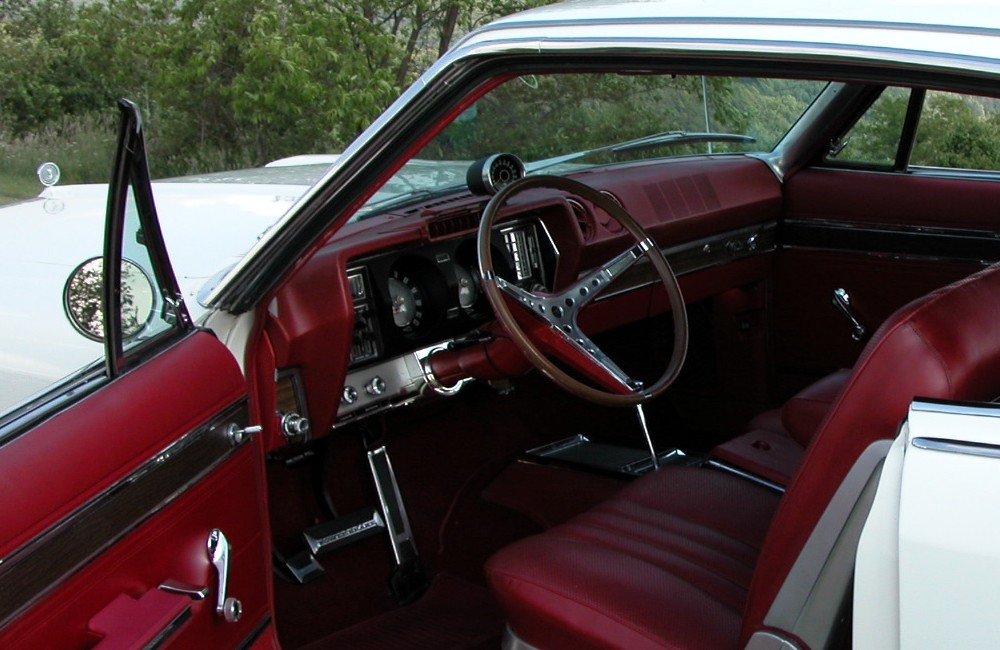
Elevalunas con manivelas plateadas en las puertas de un AMC Marlin de 1967

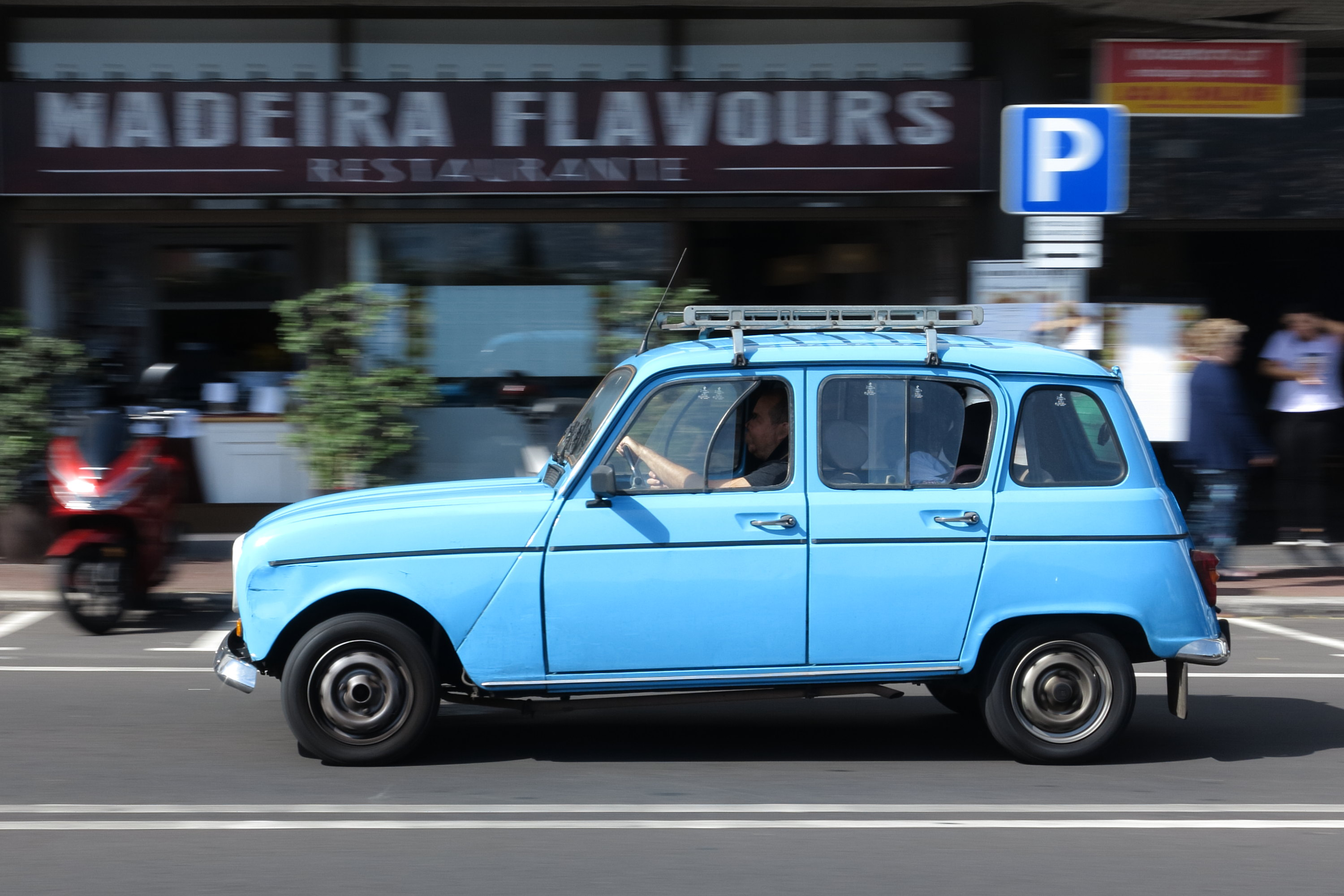
Ventanillas deslizantes horizontalmente de un Renault 4

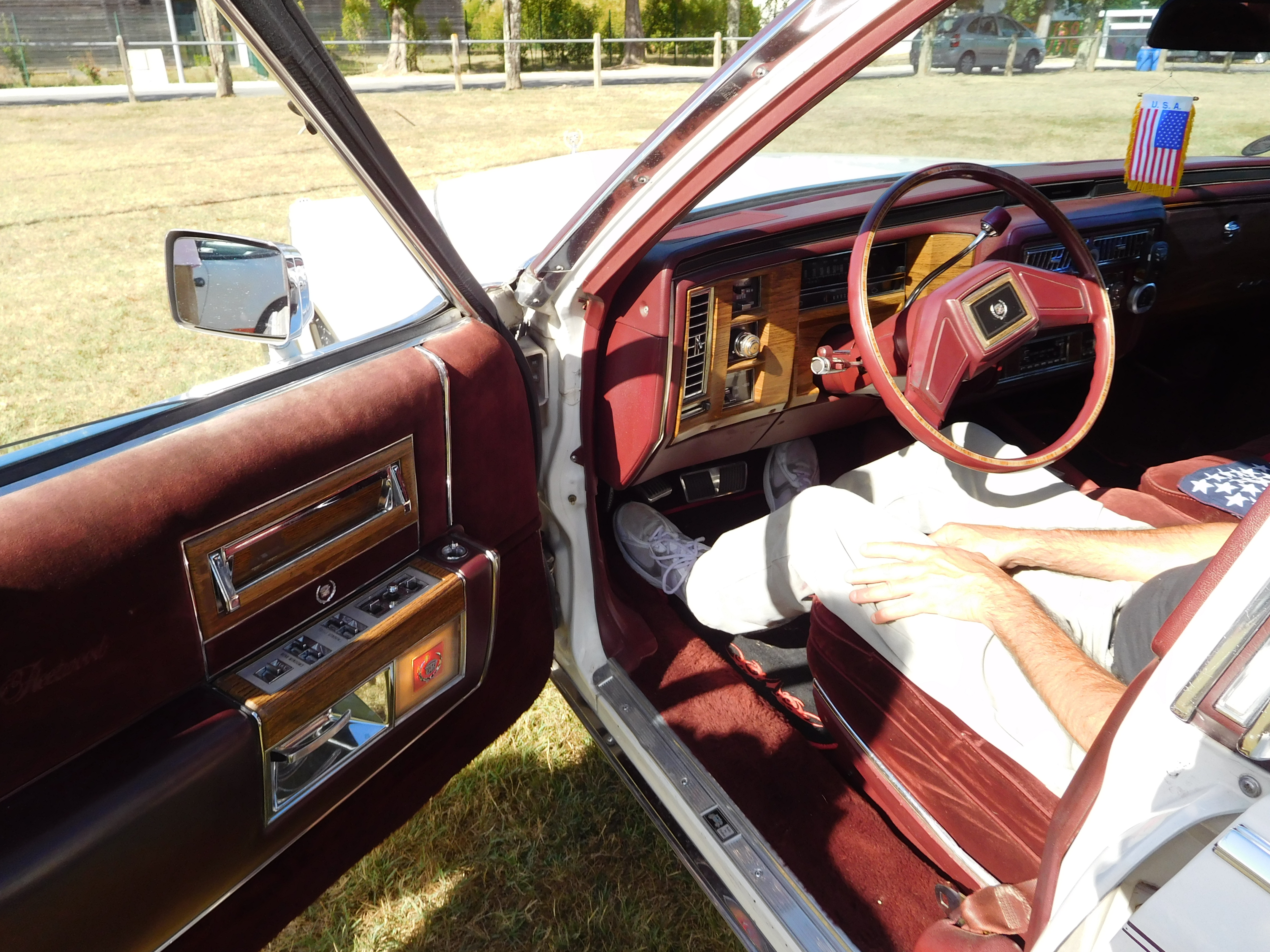
Controles de los elevalunas eléctricos en la puerta del conductor de un Cadillac Fleetwood

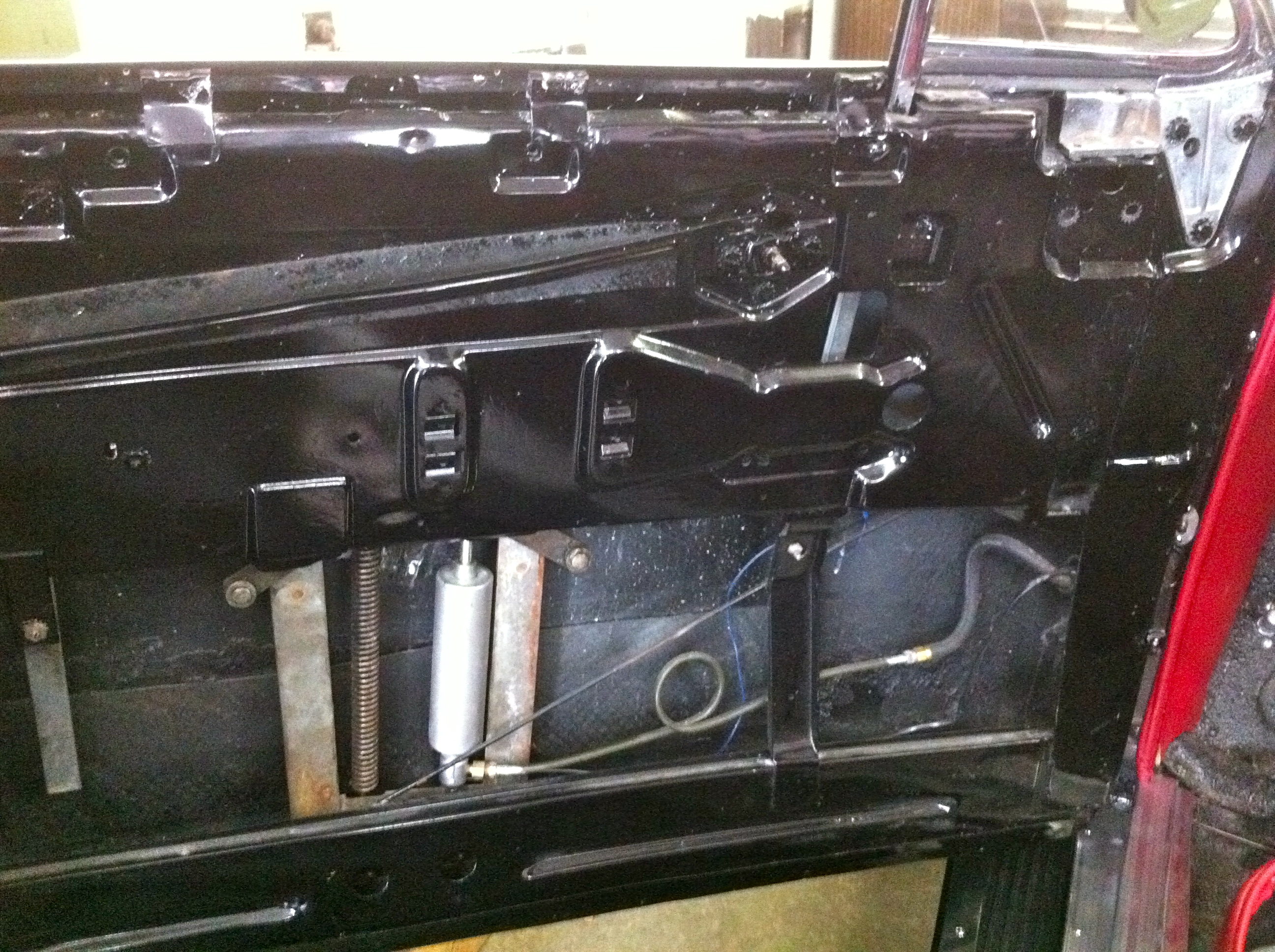
Interior de la puerta del conductor, mostrando el cilindro hidráulico de un elevalunas eléctrico

Las primeras ventanas en la construcción de automóviles fueron fijas o acoplables en una posición determinada. Primero se usaron como parabrisas y luego se colocaron también en los laterales. En muchos casos, los parabrisas disponían de unas bisagras que permitían abatirlos sobre el capó, característica que todavía conservaron vehículos todoterreno de la Segunda Guerra Mundial, como el Jeep estadounidense o el Kubelwagen alemán.
Las ventanas verticales retráctiles que se podían bloquear en cualquier posición fueron producidas por Lowe, Beva & Co. al menos en 1908, y ya se conocían como reguladores de ventanas.
En 1926, el industrial alemán Max Brose patentó el primer sistema de elevalunas moderno. Accionado mediante una manivela, permitía por primera vez subir y bajar los cristales y dejarlos en cualquier posición intermedia utilizando una sola mano. Después de que la empresa estadounidense Ternstedt adquiriera los derechos de uso de la patente del freno de resorte enrollable, en 1928 comenzó la producción en serie de los elevalunas mecánicos ideados por Brose.
El sistema de manivela se hizo prácticamente universal, si bien en vehículos económicos y de bajo mantenimiento todavía perduraron hasta la década de 1970 sistemas para abrir las ventanillas más simples, como las ventanas colgantes. Este sistema, utilizado en vehículos como el Citroën 2CV (lanzado en 1945), consiste en dividir horizontalmente el vidrio de una ventanilla en dos partes, quedando la parte superior fija y la parte inferior colgada de la otra mediante unas bisagras, que permiten plegarlo hacia arriba por fuera, donde se sujeta con un retenedor de goma en el que se encaja a presión un vástago metálico. Además, también se utilizaron ventanas correderas, como por ejemplo en el Renault 4.
Los primeros elevalunas motorizados datan del en el otoño de 1940, cuando el fabricante estadounidense Packard introdujo alzacristales electro-hidráulicos para sus nuevos coches de la serie Packard Custom Super Eight de 1941. En 1941, Ford presentó sus primeros elevalunas eléctricos en el Lincoln Custom (solo la limusina y los sedanes de siete pasajeros). Por su parte, Cadillac disponía una luna divisoria interior recta accionada eléctricamente en su serie 75, aunque no en las ventanillas laterales.
Los accionamientos motorizados se originaron por la necesidad y el deseo de plegar y desplegar cómodamente las capotas de los modelos convertibles. Los primeros sistemas eléctricos utilizaban accionamientos por medio del vacío, y se ofrecieron en los vehículos de Chrysler, particularmente en los convertibles Plymouth de bajo costo a fines de la década de 1930.
Poco antes de la Segunda Guerra Mundial, General Motors desarrolló una bomba hidráulica central para manejar automáticamente las capotas de sus convertibles. Este sistema se introdujo en los convertibles de 1942 construidos por GM. Anteriormente, la firma había utilizado un sistema de vacío que no tenía la potencia suficiente para manejar mecanismos de capota convertibles cada vez más grandes y complejos (en los descapotables con cuatro ventanas laterales, frente a los cupés de solo dos).
El ingeniero jefe de la división Buick, Charles A. Chayne, "... había introducido un sistema hidráulico controlado eléctricamente en los convertibles Buick de 1946 que permitía operar con la punta de los dedos la capota, las ventanas de las puertas y el ajuste del asiento delantero". Estos sistemas se basaron en importantes avances hidráulicos realizados en armas militares poco antes de la Segunda Guerra Mundial.
El sistema "Hydro-Electric" (ventanas, ajuste del asiento delantero y techo convertible) se convirtió en un estándar en la gama de 1947. El sistema de asistencia para el asiento y las ventanillas estuvo disponible en los automóviles cerrados de GM (estándar en algunos modelos Cadillac Serie 75 y en todos los Serie 60 Special, comúnmente conocidos como "Fleetwood", a partir de 1948). El sistema completo era estándar solo en los convertibles GM de gama alta fabricados por Oldsmobile, Buick y Cadillac. Solo estaba disponible como un paquete cerrado, formado por  el accionamiento automático de las ventanillas, el asiento delantero y en su caso de la capota. Esta característica se puede identificar en los números de modelo de General Motors de 1948 y posteriores con una "X" al final, como en el sedán Cadillac Sixty Special de 1951, modelo 6019X. El sistema de bomba hidráulica operado eléctricamente fue compartido por Hudson y Packard para sus modelos de 1948 a 1950. La puerta del conductor contenía cuatro botones, además de los de las ventanas individuales restantes.
Ford también tenía un sistema electrohidráulico similar en los convertibles de gama alta. Los convertibles Mercury y Ford Sportsman (con molduras de madera) estaban equipados con cuatro ventanas motorizadas desde 1946 hasta 1948 y Mercury y Lincoln en 1951. Estos sistemas fueron utilizados por otros modelos de automóviles de lujo (Imperial y Packard) hasta que Chrysler introdujo la operación eléctrica en el Imperial de 1951. La disponibilidad de elevalunas eléctricos aumentó con el uso de motores eléctricos pequeños de alto par. General Motors también introdujo la operación totalmente eléctrica en 1954. Esto incluyó asientos de cuatro posiciones y luego de seis posiciones, que se introdujeron en 1956. Chevrolet introdujo la rareza de las ventanas delanteras eléctricas (solo) en el modelo de 1954. Ford también introdujo los elevalunas eléctricos de las cuatro puertas en los sedanes en 1954. Los modelos Nash "Airflyte" de tamaño completo de 1955 presentaban elevalunas eléctricos opcionales.
Las ventanas de ventilación operadas eléctricamente ya estaban disponibles en 1956 en el Continental Mark II. El Cadillac Fleetwood de la década de 1960 venía de serie con ventanas eléctricas de ventilación delanteras y traseras, además de ventanas laterales eléctricas estándar, para un total de ocho controles de ventanilla eléctrica en el panel de la puerta del conductor.
Los camiones de carretera modernos de servicio pesado con frecuencia tienen una opción para los controles de las ventanas eléctricas; sin embargo, estos son generalmente lo que se conoce como de "aire puro". Es decir, el sistema de aire comprimido que se usa para los frenos de aire también se usa para las ventanas. Estos tipos de camiones han utilizado durante mucho tiempo cilindros de aire comprimido para ajustar la altura del asiento. De manera similar al sistema electrohidráulico, el aire comprimido simplemente se libera para bajar la ventana y/o el asiento. A continuación, se admite el aire comprimido en el cilindro respectivo para levantar la ventana o el asiento.
En una instalación típica de automóvil/camión ligero, se dispone de un interruptor individual en cada ventana y un conjunto de interruptores en la puerta del conductor, para que este pueda operar todas las ventanas. Estos interruptores adquirieron muchas apariencias diferentes, desde una placa de cromo hasta un plástico más económico.
Sin embargo, algunos modelos como Saab, AB Volvo, Mazda y Holden han utilizado interruptores ubicados en la consola central, donde son accesibles para todos los ocupantes. En este caso, se pueden omitir los interruptores montados en las puertas. Esto también elimina la necesidad de producir componentes de puerta y cableado separados para las variantes de volante a la izquierda y a la derecha.

## En la industria automovilística

### Orígenes
Las primeras ventanas en la industria del automóvil eran fijas o desmontables, inicialmente solo en la parte frontal y más tarde en los laterales. Más tarde llegaron las ventanas frontales que se podían tumbar con la ayuda de bisagras. El último avance antes de la solución moderna fueron las ventanas laterales plegables. Un ejemplo de uso de ventanas plegables puede observarse en el Citroën 2CV. También las ventanas deslizables, como en el Renault 4 eran frecuentes. Las ventanas deslizables o plegables tienen dos ventajas: son más económicas e impermeables. Los aislamientos de los elevalunas no pueden asegurar una impermeabilidad total. Por ello la parte inferior de las puertas dispone de un canal para desviar el agua. Si se atascan o el vehículo no está en posición vertical, entonces se acumula el agua y puede provocar corrosión en la puerta.

#### Elevalunas de manivela

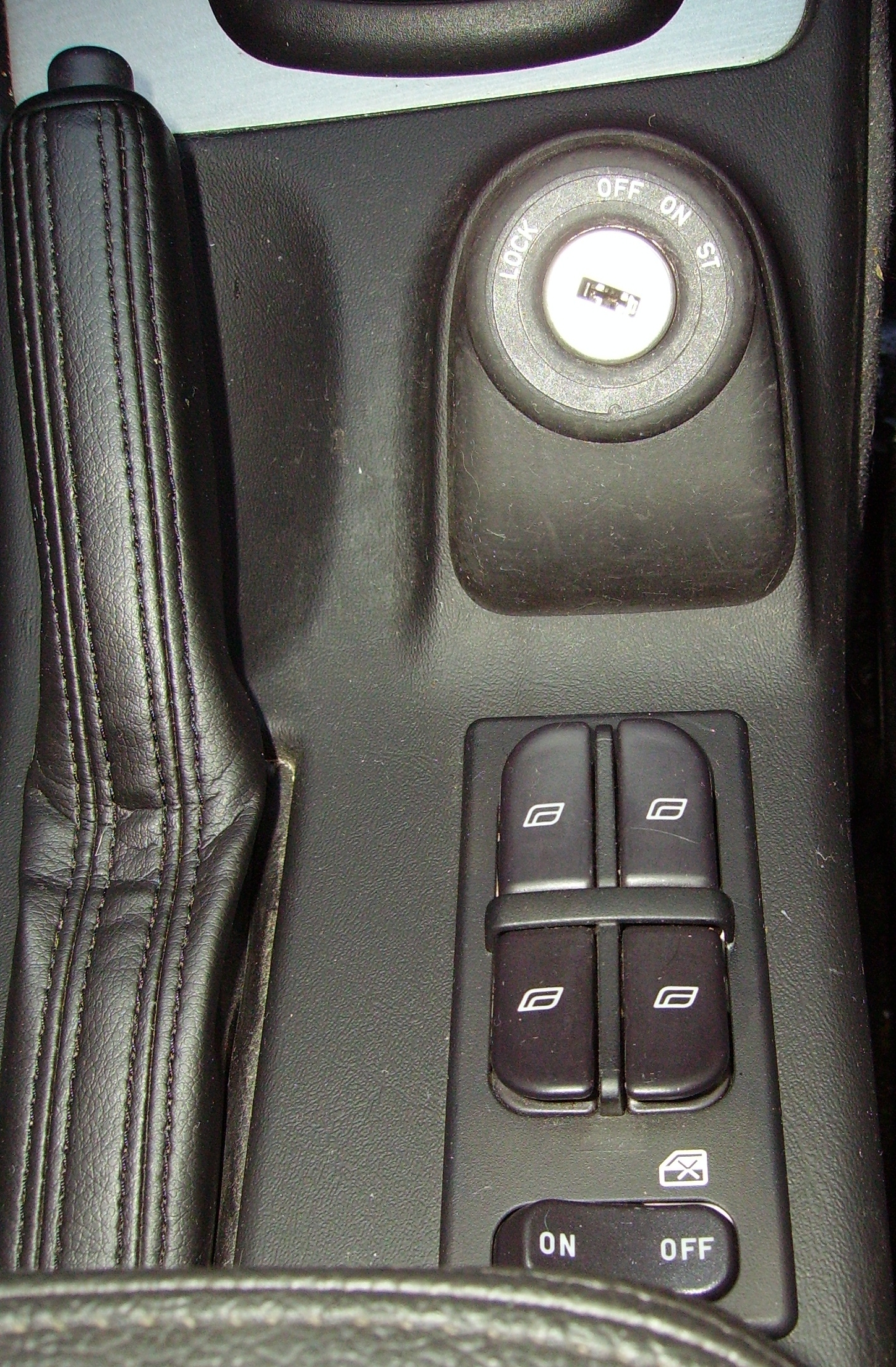
Botones para el control del elevalunas en el Saab 9-5 (2005)

El empresario Max Brose fue el primero en crear en 1928 los elevalunas mecánicos convencionales por giro de la manilla. Gracias al freno de muelle antirrollo se posibilitó por primera vez que la ventana permaneciera en cualquier posición. Esta tecnología se comercializó bajo la marca "Atlas" para fabricantes de automóviles como Daimler-Benz, Volkswagen así como Borgward y Lloyd.

#### Elevalunas eléctricos
En los Estados Unidos, Lincoln (hoy parte del Grupo Ford) introdujo los elevalunas eléctricos en 1941. 
El primer vehículo en Europa con elevalunas eléctricos fue el BMW 503 en los años 1950.
En la actualidad la variante eléctrica es el estándar, con un botón para accionar cada ventanilla en la puerta de la misma. Igualmente, el conductor dispone de la posibilidad de accionar los 4 elevalunas, en su puerta o en la consola central.

##### Funcionamiento

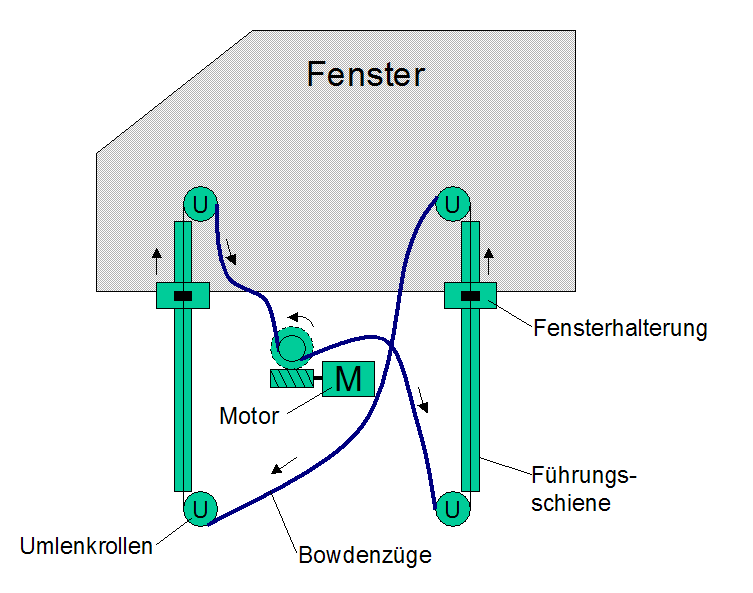
Funcionamiento de un elevalunas eléctrico. En la imagen, se desliza hacia arriba

En el caso de elevalunas eléctricos que funcionan con cordones tirantes, un motor eléctrico impulsa un tambor con el cordón con la ayuda de un tornillo sin fin. En el tambor los dos extremos del cordón de acero están diseñados para que con el giro un extremo se enrolle y el otro se desenrolle.

##### Sistema de seguridad

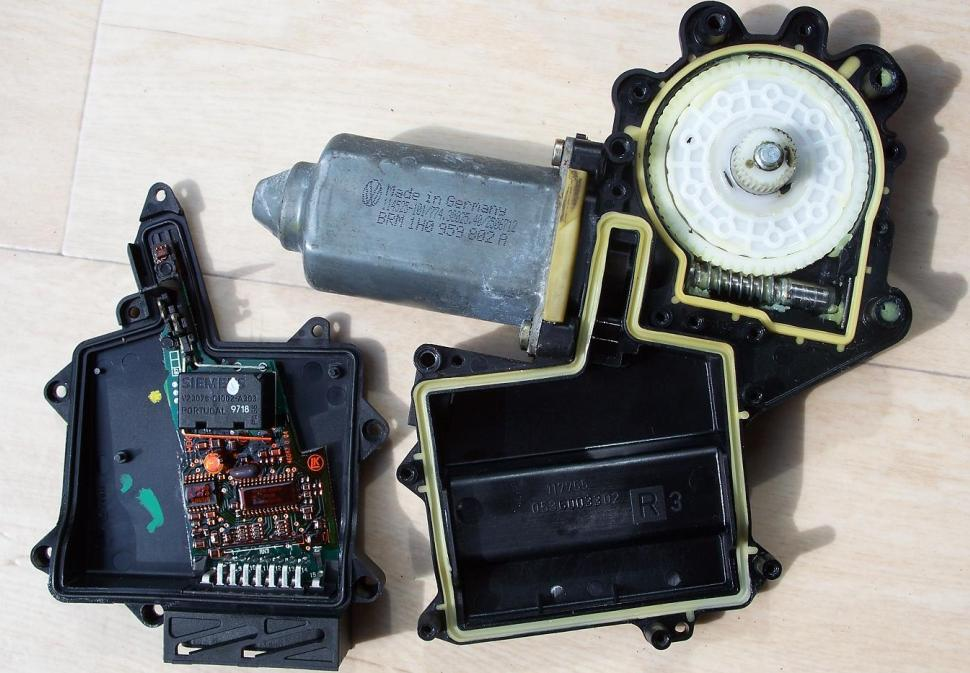
Propulsión del elevalunas de la empresa Brose con electrónica de Kostal en el Golf III

El antipinzamiento es un sistema de seguridad que evita daños en objetos o personas si estos son atrapados cuando se cierra la ventana.
Los sistemas más sencillos implementan el antipinzamiento en parte de forma mecánica por medio de limitadores de par. Los elevalunas eléctricos más complejos y confortables con función de cierre automático requieren un sistema antipinzamiento: tan pronto como el momento de propulsión para cerrar elevar la ventana supera un valor límite dependiente de la posición de la ventana, entonces se invierte la dirección de movimiento de la ventana para liberar el objeto pinzado. El sistema de antipinzamiento debe de diferenciar con ayuda de la posición de la ventana si se trata de un objeto externo o si se ha alcanzado el límite en el que se encuentra el aislamiento de goma.
Normalmente se implementa la función antipinzamiento con electrónica del motor, dado que se puede averiguar la posición de la ventana en el eje del motor de forma sencilla con la ayuda de sensores Hall.